# Iitti
Iitti (svédül: Itis) Finnország egyik kistérsége, Dél-Finnország tartományban, valamint  területének egy része átnyúlik Kymenlaakso régióba. A 2012. január 31-i állás szerint 6990 lakosa van. A kistérség területe 687,08 négyzetkilométer, amelyből 97,27 négyzetkilométert vízfelület borít.  A népsűrűség 11,85 fő/négyzetkilométer. 

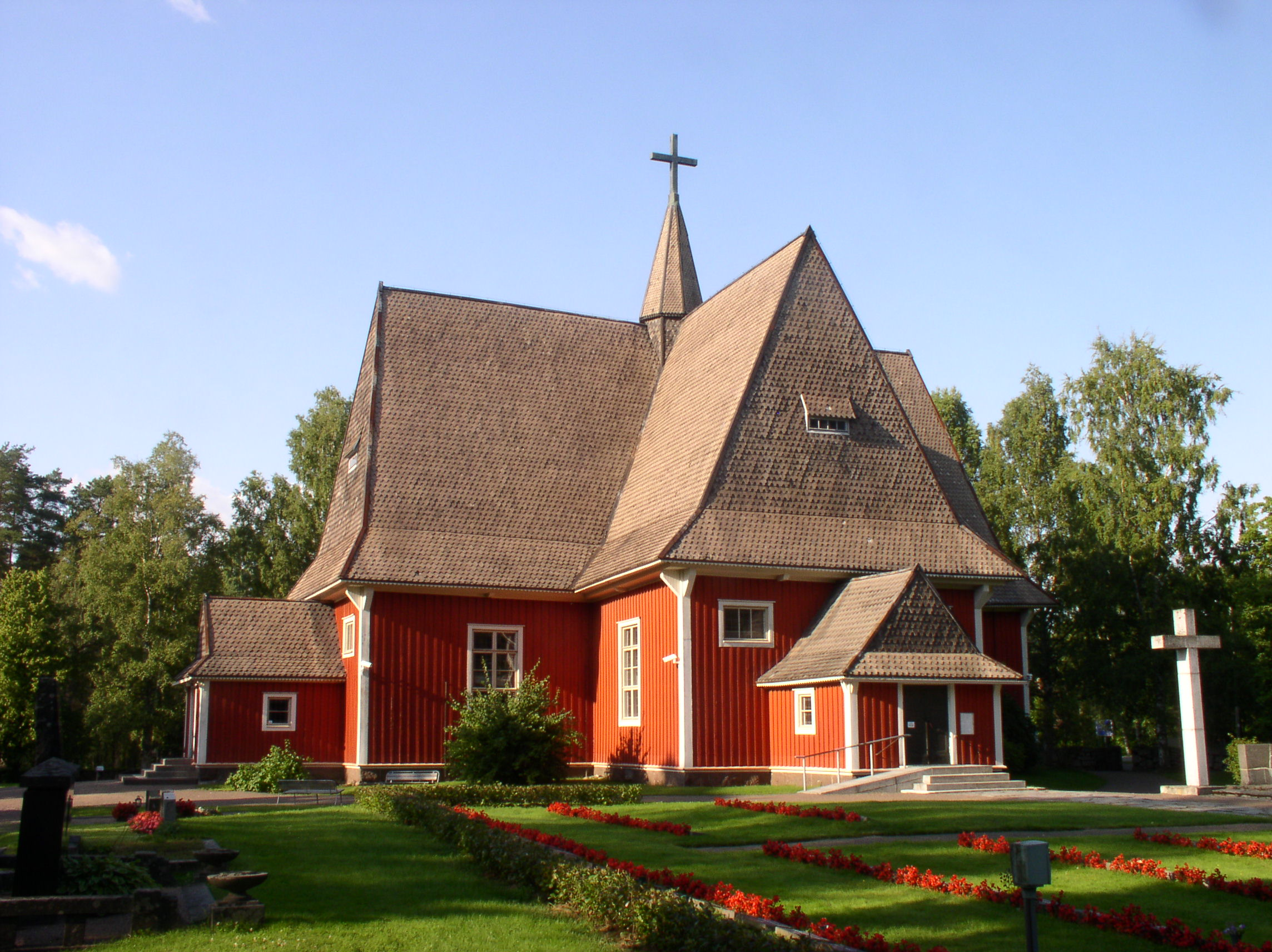
Egyházi épület a kistérségben

1990-ben Iitti központját, ahol a vidék egyik temploma található, egy szavazás során a legvonzóbb kirkonkiylä (magyarul nagyjából annyit tesz:templomfalu ) címmel tüntették ki. 

## A kistérség települései

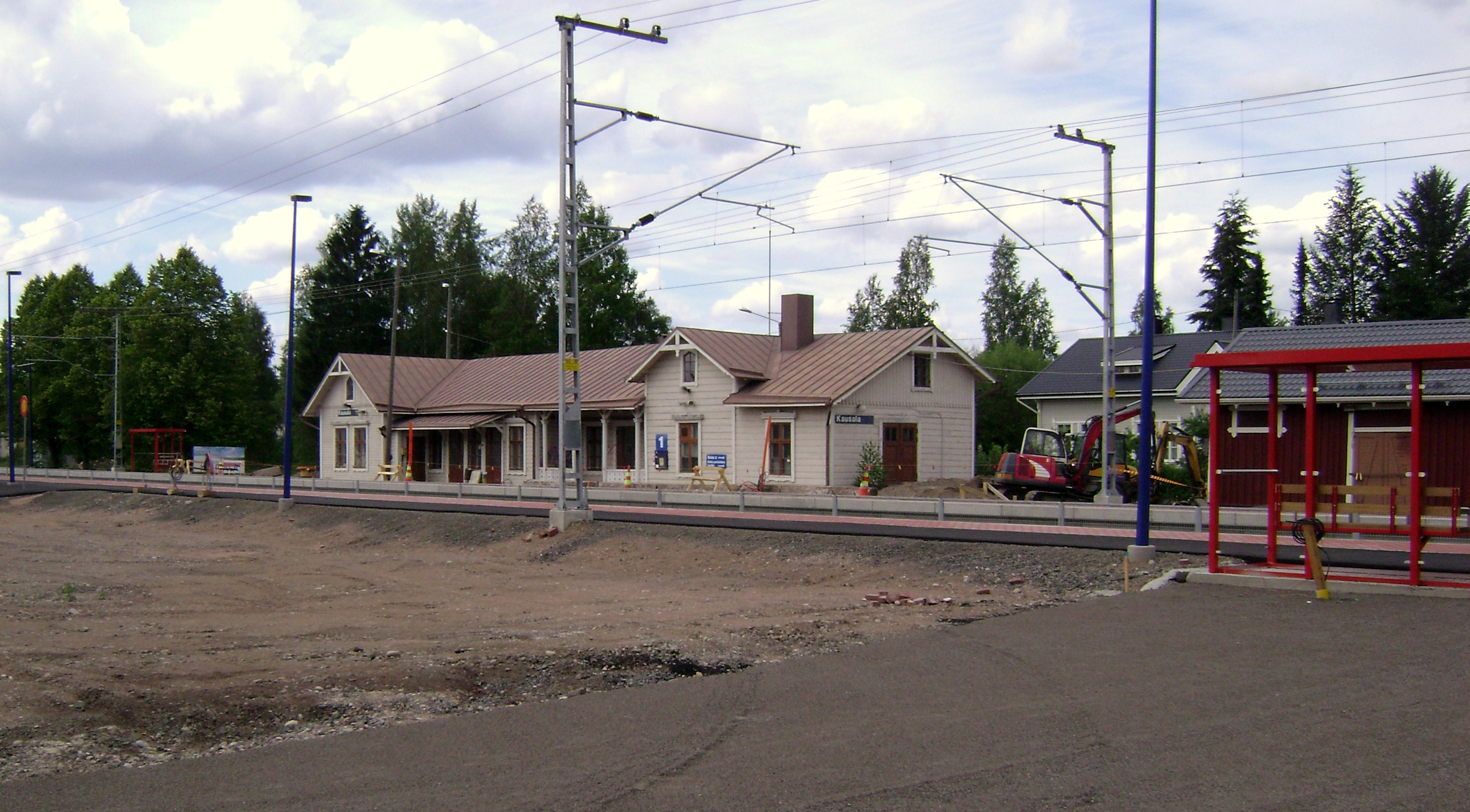
A kauskalai vasútállomás épülete

- Anttila,
- Haapakimola,
- Haapalahti,
- Isokylä,
- Jokue,
- Kalaksue,
- Kauramaa,
- Kausala (Kausansaari),
- Kirkonkylä,
- Koliseva,
- Konttila,
- Koskenniska,
- Kukonoja,
- Kuukso,
- Kuusanniemi,
- Kymentaka (Kymentausta),
- Kyrönkylä,
- Kyöperilä,
- Leppäniemi,
- Lyöttilä,
- Mankala,
- Maunuksela,
- Muikkula,
- Munakallio,
- Niinimäki,
- Nirvinen,
- Parikka,
- Perheniemi,
- Piilahti,
- Puolakka,
- Pyörylä,
- Radansuu,
- Ruokoniemi,
- Saaranen,
- Savijoki,
- Siikakoski,
- Sitikkala,
- Säkkilänmaa,
- Säyhtee,
- Sääskjärvi,
- Taasia,
- Tapola,
- Tillola,
- Vuolenkoski,
- Väärtti

## Innen származó híres emberek
- Andreas Johan Sjögren (1794–1855) nyelvész és etnológus
- Hella Wuolijoki (1886–1954) író és parlamenti képviselő
- Aimo Halila (1912–1998) történész és egyetemi tanár, aki megírta e vidék történetét
- Albert Järvinen (1950–1991) a Hurriganes együttes gitárosa
- Viljo Akseli Heino (1914–1998) egykori világcsúcstartó hosszútávfutó

## Fordítás
Ez a szócikk részben vagy egészben  az   Iitti című angol Wikipédia-szócikk ezen változatának fordításán alapul.  Az eredeti cikk szerkesztőit annak laptörténete sorolja fel. Ez a jelzés csupán a megfogalmazás eredetét és a szerzői jogokat jelzi, nem szolgál a cikkben szereplő információk forrásmegjelöléseként.

## Külső hivatkozások
- Municipality of Iitti – Hivatalos weboldal